# Drieschouwen

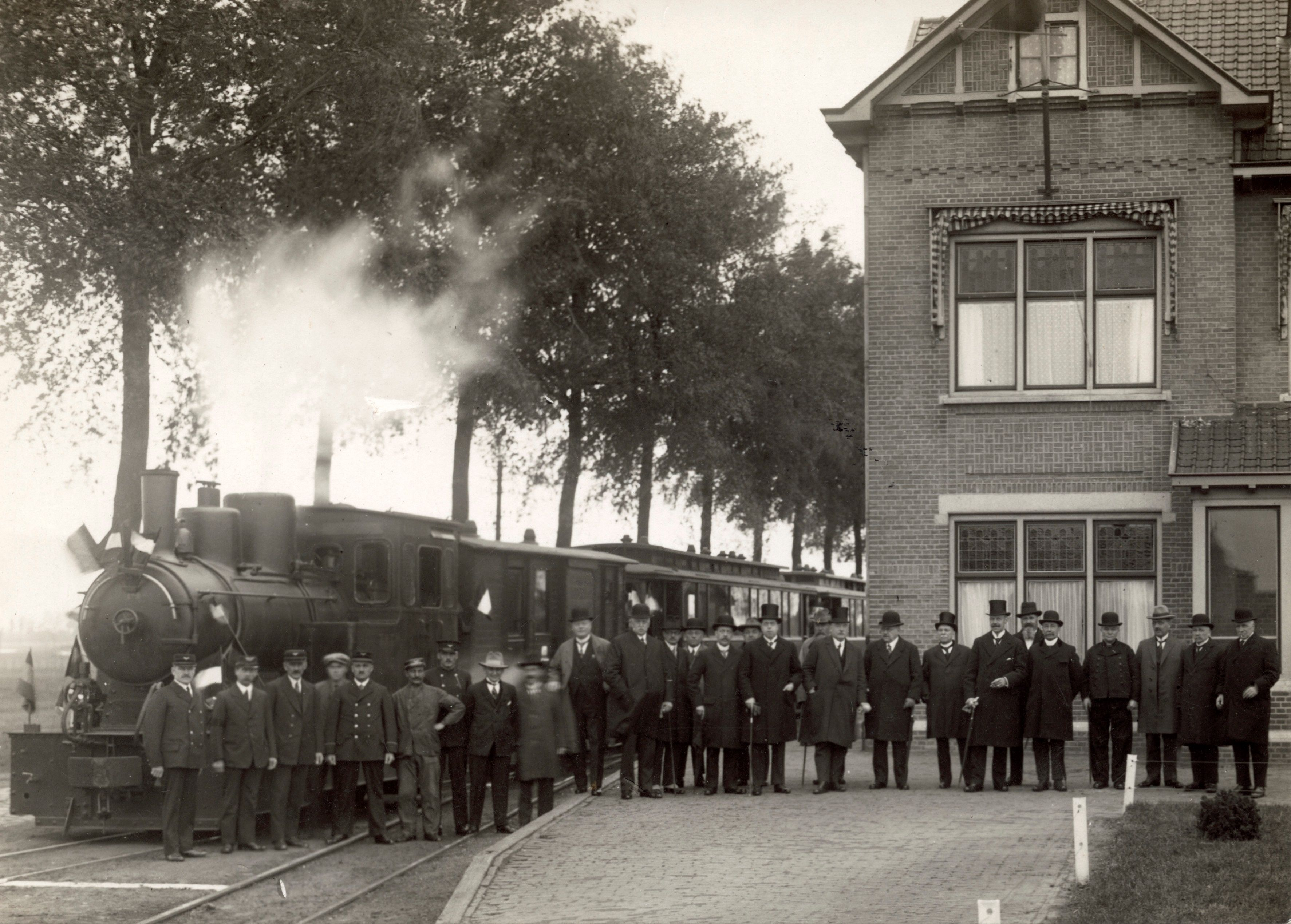
Voor het stationsgebouw van Drieschouwen en de stoomtram van de Zeeuwsch-Vlaamsche Tramweg-Maatschappij staan personeel, de directie en andere heren met hoge hoeden. Nederland, 1926.

Drieschouwen of De Drie Schouwen is een buurtschap in de gemeente Terneuzen in de Nederlandse provincie Zeeland.
Drieschouwen dankt zijn naam aan de drie zoutketen die ooit aan de zuidzijde van Axel hebben gestaan. De buurtschap, in de regio Zeeuws-Vlaanderen, ligt ten zuiden van Axel aan de "Kinderdijk", de "Drieschouwen" en een klein gedeelte aan de "Langeweg". De buurtschap bestaat uit een twintigtal huizen en een watertoren: de Watertoren van Axel.
In de buurtschap zijn enkele bedrijven gevestigd. Ten oosten van de buurtschap liggen enkele sportvelden en een meer. Aan de westkant van Drieschouwen ligt het recreatiegebied Smitsschorre met een golfbaan en een zweefvliegveld. Ten zuiden van Drieschouwen ligt aan de Provinciale Weg en de Drieschouwen Zuid een industrieterrein met de naam Bedrijventerrein Drieschouwen.

## Tramlijnen
Vanaf 1916 was Drieschouwen een belangrijk knooppunt in het net van tramlijnen van de Zeeuwsch-Vlaamsche Tramweg-Maatschappij. De ZVTM had hier een tramstation met een uitgebreid complex van gebouwen met een stationskantoor, remises, werkplaatsen en dienstwoningen.
Er kwamen hier drie lijnen samen:
- tramlijn IJzendijke - Drieschouwen;
- tramlijn Drieschouwen - Kloosterzande;
- tramlijn Drieschouwen - Moerbeke.

Vanaf 1 augustus 1948 werd het reizigersvervoer gestaakt, in september 1949 werd ook het goederenvervoer stilgelegd en de sporen opgebroken. Aan het tramverleden herinneren nog een grote bedrijfsloods (voorheen remise) en een aantal dienstwoningen.
Steden: Axel · Biervliet · Philippine · Sas van Gent · Terneuzen

Dorpen: Hoek · Koewacht · Overslag · Sluiskil · Spui · Westdorpe · Zaamslag · Zandstraat · Zuiddorpe

Buurtschappen: Den Abeele · Altena · Axelschestraat · Batterij · Berdelingebuurte (deels) · Boerengat · Bontekoe · Boschdorp · Boschdorp · Bouchauterhaven · Cootjesdorp · De Sluis · Driedijk · Driekwart · Drieschouwen · Driewegen · Eendragt · Het Fort · Fort Ferdinandus · Griete · Hasjesstraat · Haven (deels) · Hazelarenhoek · Het Zand · Hoek van de Dijk · Holleken (deels) · Hoogedijk · Isabellahaven · Kampersche Hoek · Kijkuit · Klein Gent · Knol · De Kraag · Kruispad · Kwakkel · Magrette · Mauritsfort · Molenhoek · De Muis · Nieuwemolen · Nieuwlandse Molen · Othene · Oude Molen · Oude Polder · Paradijs · Passluis · Poonhaven · Posthoorn (deels) · De Put · De Ratte · Reedijk · Reuzenhoek · Rijgerij · Roodesluis · Schaapdijk · Schapenbout · Sint Andries · Steenovens · De Sterre · Stoppeldijkveer (deels) · Stroodorpe · Vaartwijk · Vaatje · Val · Varempé · Waterhuis · Watervliet · Wouterij · Wulpenbek · Zaamslagveer · Zandplaat · Zwartenhoek

Streekje: Tweekwart

Historische plaatsen: Axelsche Sassing · Noordhoek · De Stuiver · Triniteit · Vingerling

Zeeland: Steden en dorpen in Zeeland      Nederland: Provincies · Gemeenten